# Panikpräsident
Panikpräsident ist ein Musikalbum des deutschen Rockmusikers Udo Lindenberg, das im Oktober 2003 erschien. Das Album enthält Neueinspielungen von Lindenbergs bekanntesten Titeln, aufgenommen und produziert von der aktuellen Besetzung des Panik-Orchesters.

## Entstehung
Das "Panik-Orchester" wurde als Udo Lindenbergs Begleitband am 19. August 1973 gegründet. Nach mehreren Besetzungswechseln stabilisierte sich Mitte der 1980er Jahre das Line-Up um die Gründungsmitglieder Lindenberg und Steffi Stephan. Nachdem sich 1988 die Wege getrennt hatten, ging man ab 1996 wieder gemeinsam auf Tournee (unter der Bezeichnung "Das legendäre Panikorchester"). Diese Besetzung arrangierte, spielte und produzierte im Jahr 2003 anlässlich des 30. Jubiläums Lindenbergs Erfolgstitel noch einmal neu. Bertram Engel, Jean-Jacques Kravetz und Lindenberg wirkten dabei als Produzenten. Dabei wurde auch mit Mein Body und ich ein neuer Tiel aufgenommen, für den Lindenberg und der Schauspieler Fabian Harloff den Text schrieben und der 2016 noch einmal für das Album Stärker als die Zeit neu aufgenommen wurde.
Lindenberg war ein Jahr zuvor 2002 als Duettpartner Gast auf dem Nena-Album 20 Jahre – Nena feat. Nena, bei dem Nena ebenfalls neue Versionen ihrer alten Hits einspielte und damit ein Comeback einleitete. Nena ist auf Panikpräsident Duettpartnerin bei Horizont. Weitere Gäste auf dem Album sind Peter Maffay bei Sie brauchen keinen Führer und der Kinderchor "Die kurzen Hosen" bei Wozu sind Kriege da?.

## Veröffentlichung und Promotion
Die Erstveröffentlichung von Panikpräsident erfolgte am 6. Oktober 2003 bei der Hansa Musik Produktion. Das Album erschien in seiner Originalausführung als CD mit 15 Titeln (Katalognummer: 82876 55365 2). Auch wenn das Album Neueinspielungen alter Lieder enthält, wird aufgrund der Verwendung von älterem Liedmaterial als Kompilation und nicht als Studioalbum eingestuft. Am 6. Oktober 2017 erschien es erstmals als LP-Ausführung bei Sony Music Entertainment (Katalognummer: 88985360211).
Um die Veröffentlichung zu bewerben, erschien im Vorfeld eine neueingespielte Version zu Sonderzug nach Pankow als Single; unter dem Titel Sonderzug nach Pankow 2003 (Panikpräsident). Diese erschien am 29. September 2003 als CD-Maxi-Single mit drei verschiedenen Versionen des Liedes sowie dem Titel Immer noch hier als B-Seite (Katalognummer: 8 28765 69502 2).

## Titelliste
1. Medley (Jonny Controlletti, Rudi Ratlos, Elli Pyrelli, Honky Tonky Show) – 2:59 (Originalversionen auf: Ball Pompös, Votan Wahnwitz)
2. Cello – 3:43 (Originalversion auf: Alles klar auf der Andrea Doria)
3. Sonderzug nach Pankow – 3:39 (Originalversion auf: Odysee)
4. Wir wollen doch einfach nur zusammen sein – 3:30 (Originalversion auf: Alles klar auf der Andrea Doria)
5. Horizont (feat. Nena) – 4:17 (Originalversion auf: Phönix)
6. Sie brauchen keinen Führer (feat. Peter Maffay) – 5:57 (Originalversion auf: Götterhämmerung)
7. Strassenfieber – 3:52 (Originalversion auf: Udopia)
8. Wozu sind Kriege da! (feat. Die Kurzen Hosen) – 4:08 (Originalversion als Non-Album Single)
9. Gene Galaxo 1990 – 7:46 (Originalversion auf: Gene Galaxo)
10. Mein Body und ich – 4:47
11. Ich lieb’ Dich überhaupt nicht mehr – 4:47 (Originalversion auf: Feuerland)
12. Reeperbahn – 3:45 (Originalversion auf: Bunte Republik Deutschland)
13. Alles klar auf der Andrea Doria – 3:44 (Originalversion auf: Alles klar auf der Andrea Doria)
14. Bis ans Ende der Welt – 3:35 (Originalversion auf: Dröhnland Symphonie)
15. Sonderzug nach Pankow 2003 (Blue PM Panik Mix)– 3:31 (Originalversion auf: Odysee)[8]

## Aufmarsch der Giganten Tour
Die Tour zum Album fand unter dem Titel Aufmarsch der Giganten mit insgesamt 25 Konzerten in drei Abschnitten im Frühjahr, Sommer und Winter 2004 mit zahlreichen Gaststars statt. Moderiert wurden die Konzerte, die als eine Art Zeitreise in die vergangenen 30 Jahre Paink aufgebaut waren, vom Schauspieler Ben Becker, der auch einen eigenen Song zum Besten gab. Weitere musikalische Gäste waren Nina Hagen (mit TV-Glotzer), Eric Burdon (der 1979 auf der "Dröhnland-Symphonie"-Tournee ebenfalls mit We Gotta Get Out of This Place gastierte), Peter Maffay (als Duettpartner und mit Eiszeit) und der chinesische Sänger Cui Jian. Das Panikorchester wurde verstärkt durch Carola Kretschmer an der Gitarre.

Beim Konzert vom 13. Februar 2004 in der Color Line Arena in Hamburg, dass vom NDR aufgezeichnet wurde, war zudem Otto Waalkes zu Gast. Die Aufzeichnung wurde unter dem Titel "30 Jahre Udo Lindenberg & das Panikorchester" 2005 als Konzertfilm auf DVD veröffentlicht. Die Setlist der DVD entspricht weitestgehen der durchschnittlichen Setlist der Tour:
1. Intro: Aufmarsch der Giganten
2. Boogie Woogie Mädchen
3. Rock 'n' Roller
4. Cello
5. Nichts haut einen Seemann um
6. Alles klar auf der Andrea Doria
7. Mädchen aus Ost-Berlin
8. TV-Glotzer (feat. Nina Hagen)
9. We Gotta Get Out of This Place (feat. Eric Burdon)
10. Bis ans Ende der Welt
11. Na und?
12. Strassenfieber
13. Brian Jones (feat. Ben Becker)
14. Gesetz (feat. Ellen ten Damme)
15. Wozu sind Kriege da? (feat. Die kurzen Hosen)
16. Unterm Säufermond
17. Mein Body und ich
18. Sie brauchen keinen Führer (feat. Peter Maffay)
19. Eiszeit (feat. Peter Maffay)
20. Honky Tonky Show
21. Stepping Out (feat. Cui Jian)
22. Horizont
23. Johnny Controlletti / Sonderzug nach Pankow (Medley)
24. Johnny B. Goode (feat. Otto Waalkes)
25. Candy Jane

Zugaben:
1. Odyssee
2. Die Heizer kommen
3. Ich schwöre

## Chartplatzierungen
| ChartsChartplatzierungen | Höchstplatzierung | Wochen |
| ------------------------ | ----------------- | ------ |
| Deutschland (GfK)        | 18 (5 Wo.)        | 5      |